# Mu Arietis
Mu Arietis (μ Ari, μ Arietis) é um sistema trinário na constelação de Áries. Está aproximadamente a 338 anos-luz da Terra.
O primeiro componente, μ Arietis A, é subdivido como uma binária espectroscópica classificada como uma anã branca com magnitude aparente de +5,74. Seus dois componentes estão separados por 0,05 arco-segundo e têm um período orbital de 8,8 anos.
O terceiro componente, μ Arietis B, está à distância de 19,1 arco-segundos e possui magnitude aparente de +12,1.